# Andrei Sergejewitsch Semjonow
Andrei Sergejewitsch Semjonow (russisch Андрей Сергеевич Семёнов; * 24. März 1989 in Moskau, Russische SFSR, UdSSR) ist ein russischer Fußballspieler.

## Karriere
Der Verteidiger spielte von 2008 bis 2012 in den unterklassigen russischen Ligen. In der Spielzeit 2012/13 lief er für Amkar Perm in der Premjer-Liga auf. 2014 wurde er vom Ligarivalen Terek Grosny verpflichtet.

## Nationalmannschaft
Semjonow gab sein Debüt in der russischen Nationalmannschaft am 31. Mai 2014 im Freundschaftsspiel gegen Norwegen. Bei der Fußball-Weltmeisterschaft 2014 in Brasilien wurde er in das russische Aufgebot aufgenommen, wurde aber nicht eingesetzt.
Zur Fußball-Europameisterschaft 2021 wurde er in den Kader Russlands berufen, kam aber mit diesem nicht über die Gruppenphase hinaus.